# Torneio Rio-São Paulo de 2001
Torneio Rio-São Paulo de 2001 foi a 24.ª edição do torneio. O Campeão foi o São Paulo, tendo como vice o Botafogo.

## Classificação

### Grupo A
| Pos. | Equipe        | P | J | V | E | D | GP | GC | SG |
| ---- | ------------- | - | - | - | - | - | -- | -- | -- |
| 1    | Fluminense    | 8 | 4 | 2 | 2 | 0 | 11 | 6  | +5 |
| 2    | Botafogo      | 5 | 4 | 1 | 2 | 1 | 7  | 8  | -1 |
| 3    | Vasco da Gama | 4 | 4 | 1 | 1 | 2 | 1  | 5  | -4 |
| 4    | Flamengo      | 0 | 4 | 0 | 0 | 4 | 3  | 10 | –7 |

### Grupo B
| Pos. | Equipe      | P  | J | V | E | D | GP | GC | SG |
| ---- | ----------- | -- | - | - | - | - | -- | -- | -- |
| 1    | Santos      | 10 | 4 | 3 | 1 | 0 | 11 | 2  | +9 |
| 2    | São Paulo   | 7  | 4 | 2 | 1 | 1 | 7  | 6  | +1 |
| 3    | Corinthians | 5  | 4 | 1 | 2 | 1 | 8  | 8  | 0  |
| 4    | Palmeiras   | 4  | 4 | 1 | 1 | 2 | 3  | 6  | –3 |

## 1ª Rodada
| 17 de Janeiro de 2001 | Flamengo | 0 – 3 | Santos | Édson Passos, Rio de Janeiro |
|                       |          |       |        |                              |

| 17 de Janeiro de 2001 | São Paulo | 2 – 0 | Vasco da Gama | Morumbi, São Paulo |
|                       |           |       |               |                    |

| 17 de Janeiro de 2001 | Botafogo | 3 – 3 | Corinthians | Caio Martins, Niterói |
|                       |          |       |             |                       |

| 18 de Janeiro de 2001 | Palmeiras | 1 – 3 | Fluminense | Parque Antártica, São Paulo |
|                       |           |       |            |                             |

## 2ª Rodada
| 24 de Janeiro de 2001 | Corinthians | 4 – 3 | Flamengo | Pacaembu, São Paulo |
|                       |             |       |          |                     |

| 24 de Janeiro de 2001 | Vasco da Gama | 0 – 0 | Palmeiras | São Januário, Rio de Janeiro |
|                       |               |       |           |                              |

| 25 de Janeiro de 2001 | Fluminense | 5 – 2 | São Paulo | Caio Martins, Niterói |
|                       |            |       |           |                       |

| 25 de Janeiro de 2001 | Santos | 3 – 0 | Botafogo | Vila Belmiro, Santos |
|                       |        |       |          |                      |

## 3ª Rodada
| 31 de Janeiro de 2001 | Palmeiras | 1 – 0 | Flamengo | Parque Antártica, São Paulo |
|                       |           |       |          |                             |

| 31 de Janeiro de 2001 | Vasco da Gama | 1 – 0 | Corinthians | São Januário, Rio de Janeiro |
|                       |               |       |             |                              |

| 01 de Fevereiro de 2001 | Fluminense | 2 – 2 | Santos | Maracanã, Rio de Janeiro |
|                         |            |       |        |                          |

| 01 de Fevereiro de 2001 | São Paulo | 1 – 1 | Botafogo | Morumbi, São Paulo |
|                         |           |       |          |                    |

## 4ª Rodada
| 07 de Fevereiro de 2001 | Flamengo | 0 – 2 | São Paulo | Maracanã, Rio de Janeiro |
|                         |          |       |           |                          |

| 07 de Fevereiro de 2001 | Santos | 3 – 0 | Vasco da Gama | Vila Belmiro, Santos |
|                         |        |       |               |                      |

| 08 de Fevereiro de 2001 | Botafogo | 3 – 1 | Palmeiras | Maracanã, Rio de Janeiro |
|                         |          |       |           |                          |

| 08 de Fevereiro de 2001 | Corinthians | 1 – 1 | Fluminense | Pacaembu, São Paulo |
|                         |             |       |            |                     |

## Semifinal

### Jogos de ida
| 14 de Fevereiro de 2001 | São Paulo | 1 – 0 | Fluminense | Morumbi, São Paulo |
|                         |           |       |            |                    |

| 14 de Fevereiro de 2001 | Botafogo | 2 – 2 | Santos | Maracanã, Rio de Janeiro |
|                         |          |       |        |                          |

### Jogos de volta
| 21 de Fevereiro de 2001 | Fluminense | 2 – 1 (pen. 6 – 7) | São Paulo | Maracanã, Rio de Janeiro |
|                         |            |                    |           |                          |

|                                                                          |       | Penalidades                                                                         |  |
| Marco Brito Régis Agnaldo Agnaldo Liz Roni Fabinho Marcão César Jorginho | 6 – 7 | França Belletti Jean Fabiano Carlos Miguel Rogério Ceni Fábio Simplício Wilson Ilan |  |

| 21 de Fevereiro de 2001 | Santos | 0 – 1 | Botafogo | Vila Belmiro, Santos |
|                         |        |       |          |                      |

## Final

#### 1º jogo
| 28 de fevereiro de 2001 | Botafogo    | 1 - 4 | São Paulo                                             | Maracanã, Rio de Janeiro                              |
|                         | Rodrigo 50' |       | Carlos Miguel 49' · Luís Fabiano 51' 85' · França 61' | Público: 35,672 Árbitro: Alfredo dos Santos Loebeling |

- Botafogo: Wagner; Fábio Augusto, Bruno, Valdson e Leandro (Serginho); Júnior, Reidner, Souza (Marcelinho Paulista) e Rodrigo; Donizete e Taílson (Alexandre Gaúcho). Técnico: Sebastião Lazaroni.
- São Paulo: Roger; Jean, Rogério Pinheiro e Wilson; Belletti, Alexandre, Maldonado, Carlos Miguel (Kaká) e Gustavo Nery; Luís Fabiano (Renatinho) e França. Técnico: Oswaldo Alvarez.

#### 2º jogo
| 7 de março de 2001 | São Paulo    | 2 - 1 | Botafogo     | Morumbi, São Paulo                     |
|                    | Kaká 79' 81' |       | Donizete 39' | Público: 71,668 Árbitro: Jorge Rabello |

- São Paulo: Roger, Jean, Rogério Pinheiro e Wilson; Belletti (Reginaldo Araújo), Fabiano (Kaká), Maldonado, Carlos Miguel (Júlio Batista) e Gustavo Nery; França e Luís Fabiano. Técnico: Oswaldo Alvarez.
- Botafogo: Wagner, Fábio Augusto, Dênis, Valdson e Augusto; Júnior, Reidner, Rodrigo e Alexandre Gaúcho (Souza); Donizete e Taílson. Técnico: Sebastião Lazaroni.

### Classificação final
| Pos. | Equipe        | P  | J | V | E | D | GP | GC | SG |
| ---- | ------------- | -- | - | - | - | - | -- | -- | -- |
| 1    | São Paulo     | 16 | 8 | 5 | 1 | 2 | 15 | 10 | +5 |
| 2    | Botafogo      | 9  | 8 | 2 | 3 | 3 | 12 | 16 | -4 |
| 3    | Santos        | 11 | 6 | 3 | 2 | 1 | 13 | 5  | 8  |
| 4    | Fluminense    | 11 | 6 | 3 | 2 | 1 | 13 | 8  | 5  |
| 5    | Corinthians   | 5  | 4 | 1 | 2 | 1 | 8  | 8  | 0  |
| 6    | Palmeiras     | 4  | 4 | 1 | 1 | 2 | 3  | 6  | -3 |
| 7    | Vasco da Gama | 4  | 4 | 1 | 1 | 2 | 1  | 5  | -4 |
| 8    | Flamengo      | 0  | 4 | 0 | 0 | 4 | 3  | 10 | -7 |

## Premiação
Todos os jogadores que estiveram no plantel pelo menos uma vez foram relacionados. Os números entre parênteses indicam o número de partidas e gols.
| 1º Titulo | FC São Paulo |
|           | - Goleiros: Rogério Ceni (6/0), Roger (2/0) - Defensores: Rogério Pinheiro (7/0), Wilson (7/0), Gustavo Nery (7/1), Reginaldo Araújo (6/0), Jean (5/0), Reginaldo Sossai (4/0), Alemão (1/0) - Meios-campos: Juliano Belletti (8/0), Fabiano (7/1), Renatinho (6/0), Kaká (5/2), Alexandre Rotweiller (4/0), Fábio Simplício (4/0), Sidney Moraes ((3/1), Souza (2/0), Claudio Maldonado (2/0), Harison (2/0), Júlio Baptista (1/0) - Atacantes: França (8/6), Carlos Miguel (4/1), Ilan (4/1), Sandro Hiroshi (2/0), Oliveira (2/0), Luís Fabiano (2/2) - Treinador: Vadão |

| Torneio Rio-São Paulo de 2001 |
| São Paulo                     |
| ----------------------------- |
| São Paulo Campeão (1° título) |